# Anjrdi
Anjrdi är ett berg i Armenien.   Det ligger i provinsen Vajots Dzor, i den södra delen av landet, 100 kilometer sydost om huvudstaden Jerevan. Toppen på Anjrdi är 2 456 meter över havet.
Terrängen runt Anjrdi är huvudsakligen kuperad, men västerut är den bergig. Runt Anjrdi är det ganska glesbefolkat, med 34 invånare per kvadratkilometer.. Närmaste större samhälle är Vayk', 19,2 kilometer nordost om Anjrdi. 
Trakten runt Anjrdi består i huvudsak av gräsmarker.